# Монграс
Монгра́с (фр. Montgras, окс. Montgràs) — коммуна во Франции, находится в регионе Юг — Пиренеи. Департамент — Верхняя Гаронна. Входит в состав кантона Рьём. Округ коммуны — Мюре.
Код INSEE коммуны — 31382.

## География

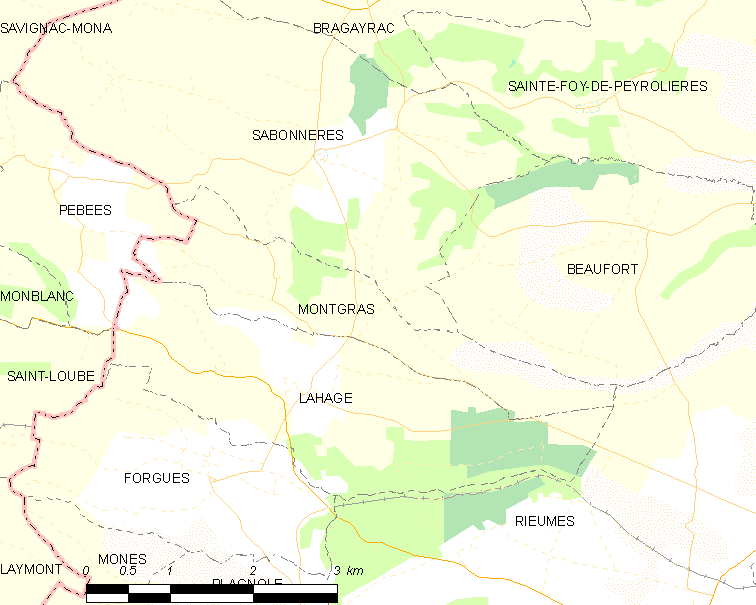
Карта коммуны

Коммуна расположена приблизительно в 610 км к югу от Парижа, в 36 км к юго-западу от Тулузы.

## Климат
Климат умеренно-океанический. Зима мягкая и снежная, весна характеризуется сильными дождями и грозами, лето сухое и жаркое, осень солнечная. Преобладают сильные юго-восточные и северо-западные ветры.

## Население
Население коммуны на 2010 год составляло 92 человека.
| 1962 | 1968 | 1975 | 1982 | 1990 | 1999 | 2010 |
| ---- | ---- | ---- | ---- | ---- | ---- | ---- |
| 71   | 65   | 64   | 62   | 52   | 46   | 92   |

## Администрация
| Период | Период | Фамилия        | Партия | Примечания |
| ------ | ------ | -------------- | ------ | ---------- |
| 2001   | 2008   | Марсель Галеп  |        |            |
| 2008   | 2014   | Патрик Карраро |        |            |
| 2014   | 2020   | Ришар Росси    |        |            |

## Экономика
В 2010 году среди 56 человек трудоспособного возраста (15—64 лет) 46 были экономически активными, 10 — неактивными (показатель активности — 82,1 %, в 1999 году было 87,9 %). Из 46 активных жителей работали 44 человека (23 мужчины и 21 женщина), безработных было 2 (1 мужчина и 1 женщина). Среди 10 неактивных 5 человек были учениками или студентами, 0 — пенсионерами, 5 были неактивными по другим причинам.